# الملكة سيونديوك
الملكة سيونديوك هي ملكة حكمت مملكة شلا واحدة من ممالك كوريا الثلاث من 632 حتى 647، وهي كانت الحاكمة رقم 27 للمملكة وأول ملكة لها وثاني امرأة تحكم في تاريخ شرق آسيا المسجل.